# Warto kochać
Warto kochać – polski serial telewizyjny, emitowany w telewizji TVP1 od 1 października 2005 do 16 lutego 2007. Serial jest współczesnym serialem obyczajowym. Przedstawia losy mieszkańców małego polskiego miasteczka. Ważnym wątkiem jest historia miłosna rozgrywająca się na tle zmian społecznych, zachodzących na polskiej prowincji.

## Emisja
Początkowo serial był emitowany w soboty i niedziele o 17:20 (odcinki 1–21), a następnie od 7 stycznia do 1 lipca 2006 w piątki i soboty o 17:20 (odcinki 22–59). Po wakacjach serial wrócił dopiero 7 października 2006 i do końca roku był emitowany w soboty ok. 13:30 (odcinki 60–72). W 2007 roku serial pokazywano w piątki o 15:10 (odcinki 73–79).

## Obsada
- Katarzyna Galica – Marta Miłorzębska
- Michał Czernecki – Tomasz Milewski
- Bronisław Wrocławski – Cezary Horoszewicz
- Bartosz Głogowski – radny Michał
- Joanna Lisner – Krystyna Wójcik
- Jacek Chmielnik – Piotr
- Andrzej Gałła – Felicjan
- Martyna Kubicz – Ilonka
- Grzegorz Wojdon – Andrzej Wójcik
- Anna Maria Buczek – Joanna
- Małgorzata Zofia Zawadzka – Małgośka, siostra Michała
- Andrzej Niemirski – recepcjonista
- Antoni Ostrouch – Wiktor Milewski, ojciec Tomasza
- Marta Ścisłowicz
- Anna Ilczuk – Andżela
- Edwin Petrykat – Kawiorski
- Genowefa Wydrych – Aniela
- Jerzy Mularczyk – Kajetan
- Aleksander Podolak – Roman
- Ryszard Chlebuś – krawiec Plewka
- Dominik Bąk
- Mirosław Haniszewski
- Adam Pater